# Митрофан Пятницки
Митрофан Ефимович Пятницки е съветски музикант, заслужил артист през 1925 г.

## Биография
Митрофан Питетницки е роден на 21 юни 1864 г. в семейството на свещеник. Учи във Воронежката теологическа школа. Едновременно с това получава и уроци по пеене от Лев Образцов, а по-късно в Москва взема уроци по пеене при известния вокален педагог Камило Еверарди. Брат му Сергей Ефимович става свещеник, в началото на ХХ век той служи в село Козловка. Митрофан Ефимович няколко пъти е посещавал брат си, за да записва на фонограф руски народни песни.
През 1897 г. той пристига в Москва. От 1899 до 1923 г. работи като чиновник в болница в Москва. През 1902 г., поради голямата си страст към фолклорното музикално изкуство, създава ансамбъл за народни песни.
От 1903 г. е член на Музикалната етнографска комисия към Имперското дружество на любителите на природните науки, антропологията и етнографията; извършва научна и етнографска работа. Той посещава много села (предимно в провинция Воронеж), записва много песни от селяните; само на един фонограф записва около 400 народни песни, някои от които са публикувани през 1904 и 1914 г. Пятницки не се ограничава само със събирането на песни и инструментален жаргон, но събира колекции от народни инструменти и костюми. По време на Първата световна война той служи в московска болница, където пристигат ранени войници. От тях Пятницки създава т.нар. „Хор на хората с увреждания“ (сред певците има наистина воини – инвалиди, рицари на Свети Георги, а също и медицински персонал). Много от членовете на хора са неграмотни, като Пятницки първо ги изучава на музикалната нотация и след това ги присъединява към хоровото пеене.
Първоначално Пятницки записва песни в родното си село Александровка, след което ги групира в жанрови раздели, свързани с определена песенна традиция. През 1904 г. създава първата си колекция от „12 руски народни песни“. Основател е на Руския народен хор през 1910 г., който по-късно през 1940 г. е наречен на негово име.
От 1921 до 1925 г. Пятницки преподава пеене в Третото студио за театрално изкуство в Москва (сега театър „Ев. Ватахтанов“) и през целия си живот е постоянен директор на хора.
Митрофан Ефимович умира на 21 януари 1927 г. Гробът му се намира в Новодевическото гробище в Москва.

## Памет
Във Воронеж е кръстена улица на негово име, а на централната улица на Воронеж е издигнат негов паметник. В родното му село Александровка работи „Александровски народен музей М. Е. Пятницки“. През 1986 г. във филмовото студио „Мосфилм“ е заснет двучасов филм за живота и творческия път на Митрофан Пятницки „Пеещата Русия“, в който ролята на Пятницки е изпълнена от Юри Соломин.